# Каллум Тернер
Каллум Робілльярд Тернер (англ. Callum Robilliard Turner; нар. 15 лютого 1990) — англійський актор і фотомодель, особливо відомий за ролями Тесея Скамандера (який є Головою Департаменту Аврорів Міністерства Магії Великої Британії) в фільмі «Фантастичні звірі: Злочини Ґріндельвальда» (2018),  Анатолія Курагіна в фільмі «Війна і мир» (2016), Шона Емері в телесеріалі «Захоплення» (2019) та молодого багатія в стрічці «Емма» (2020).

## Біографія та кар'єра
Каллум Тернер народився та виріс у лондонському районі Челсі. Його друге ім'я Робілльярд було дано йому мамою на честь відомого у 90-х британського поета та митця Девіда Робілльярда (1952—1988), з яким вона, свого часу, товаришувала. Саме вона й надихнула юного англійця присвятити власне життя кіно та театру, як вінподілився в одному з інтерв'ю на Каннському кінофестивалі у 2014 році.
Каллум розпочав свою «гучну» кар'єру у 2010 році як фотомодель, працюючи для таких компаній, як «Next plc» та «Reebok».
Вже у 2011 році він знімається в ролі другого плану в фільмі «Зеро», потім — у короткометражці «Людські істоти», а у 2012 році отримує головну роль в міні-серіалі «Розрив», де його партнеркою виступала акторка Гелен Мак-Крорі. Каллум Тернер також з'явився в серіалі «Борджіа» з Джеремі Айронсом, та в міні-серіалі «The Town».
У 2014 році Каллум Тернер зіграв головну роль в фільмі «Королева та країна», який отримав велику кількість позитивних відгуків від англомовних критиків та був показаний на Каннському кінофестивалі в тому самому році. Стрічку не було дубльовано українською й, відповідно, вона не потрапила на українські кіноекрани.
Тоді, ж, на екрани вийшов міні-серіал «Клей», присвячений життю сучасних підлітків в британському поселенні, де Каллум зіграв тревеллера Ілая. Безтурботне життя героїв з сексом, наркотиками, посиденьками на горищах та роботою з породистими кіньми закінчується з загибеллю Кела, — молодшого брата Ілая. Ця смерть провокує розгубленість, напруження та весь подальший ланцюг подій, навколо яких і розгортається картина.
Надалі, Каллум Тернер з'являється в ролях другого плану в декількох касових проектах («Віктор Франкенштайн», «Кредо вбивці»), паралельно знімаючись в головних ролях в американському незалежному кіно («Бродяги», «Мобільні будинки» та «Єдиний живий хлопець з Нью-Йорку», меланхолічний фільм, знятий за власні кошти Марком Веббером, де партнерами Каллума на знімальному майданчику виступили Джефф Бріджес та Пірс Броснан).
У фільмі «Фантастичні звірі: Злочини Ґріндельвальда» (2018) Тернер зіграв роль Тесеуса Саламандера (Скамандера), старшого брата Ньюта Саламандера.
У 2023 році знявся у серіалі "Володарі повітря", під продюсерством Тома Хенкса та Стівена Спілберга, який вийшов на AppleTV. Тернер втілив персонажа майор Джона Ігана - справжнього пілота із 100-ї бомбардувальної групи Восьмої повітряної армії США. Центральне місце у серіалі надано історії дружби Джона Ігана та майора Гейла Клівена, якого зіграв Остін Батлер. Дует двох молодих акторів  та втілення на екранах справжньої дружби під час війни видалося досить успішним . 
З 2015 до 2020 рік зустрічався з англійською акторкою Ванессою Кірбі. З січня 2024 року у відносинах з британською співачкою Дуа Ліпою.

## Фільмографія
| Рік  |   | Українська назва                          | Оригінальна назва                           | Роль                  |
| ---- | - | ----------------------------------------- | ------------------------------------------- | --------------------- |
| 2010 | ф | Думки про Англію                          | Think of England                            | хлопчик               |
| 2011 | ф | Зеро                                      | Zero                                        | Тоні                  |
| 2012 | ф | Людські істоти                            | Human Beings                                | Скотт                 |
| 2012 | с | Розрив                                    | Leaving                                     | Аарон                 |
| 2012 | с | Містечко                                  | The Town                                    | Ешлі                  |
| 2013 | ф | Кошачі алеї                               | Alleycats                                   | Ізі                   |
| 2013 | с | Борджіа                                   | The Borgias                                 | Кальвіно              |
| 2013 | с | Вулиця різників                           | Ripper Street                               | Пилип (Філ)           |
| 2014 | с | Клей                                      | Glue                                        | Ілай                  |
| 2014 | ф | Королева та країна                        | Queen and Country                           | Білл Роган            |
| 2015 | ф | Зелена кімната (фільм)                    | Green Room                                  | Тайгер                |
| 2015 | ф | Віктор Франкенштайн                       | Victor Frankenstein                         | Алістер               |
| 2016 | с | Війна та мир                              | War and Peace                               | Принц Анатоль Курагін |
| 2016 | ф | Бродяги                                   | Tramps                                      | Денні                 |
| 2016 | ф | Кредо вбивці                              | Assassin’s Creed                            | Нейтан                |
| 2017 | ф | Мобільні будинки                          | Mobile Homes                                | Еван                  |
| 2017 | ф | Кімната письменника                       | Writer's Room                               | Каллум                |
| 2017 | ф | Єдиний живий хлопець з Нью-Йорку          | The Only Living Boy in New York             | Томас                 |
| 2018 | ф | Фантастичні звірі: Злочини Ґріндельвальда | Fantastic Beasts: The Crimes of Grindelwald | Тесеус Скаламандер    |
| 2020 | ф | Емма                                      | Emma                                        | Френк Черчілл         |
| 2021 | ф | Останній лист від твого коханого          | The Last Letter from Your Lover             | Ентоні О'Хара         |
| 2022 | ф | Фантастичні звірі і де їх шукати 3        | Fantastic Beasts and Where to Find Them 3   | Тесеус Скаламандер    |
| 2023 | с | Володарі повітря                          | Masters of the Air                          | майор Джон Іган       |

## Театр
Час від часу Каллум бере участь й у театральних виставах. Одні з найгучніших :
| Рік  | Назва           | Роль  | Театр               |
| ---- | --------------- | ----- | ------------------- |
| 2011 | Колір будинку   | Чарлі | The Cockpit Theatre |
| 2013 | Складні почуття | Тоні  | The Finborough      |

## Нагороди й особисті якості
У 2014 році Каллума Тернера було нагороджено премією «Breakthrough Brits», яку йому вручила Британська кіноакадемія (BAFTA) як одному з 18 найкращих молодих діячів кіно, телебачення й ігрової індустрії. Окрім того, Каллум отримав запрошення до британського «Клубу менторів» (U.K. figures), де навчався секретам кіновиробництва від таких зірок, як  Саймон Пегг та Пол Грінграсс.
Каллум Тернер — багаторічний вболівальник футбольного клубу «Челсі».